# Landkreis Düsseldorf

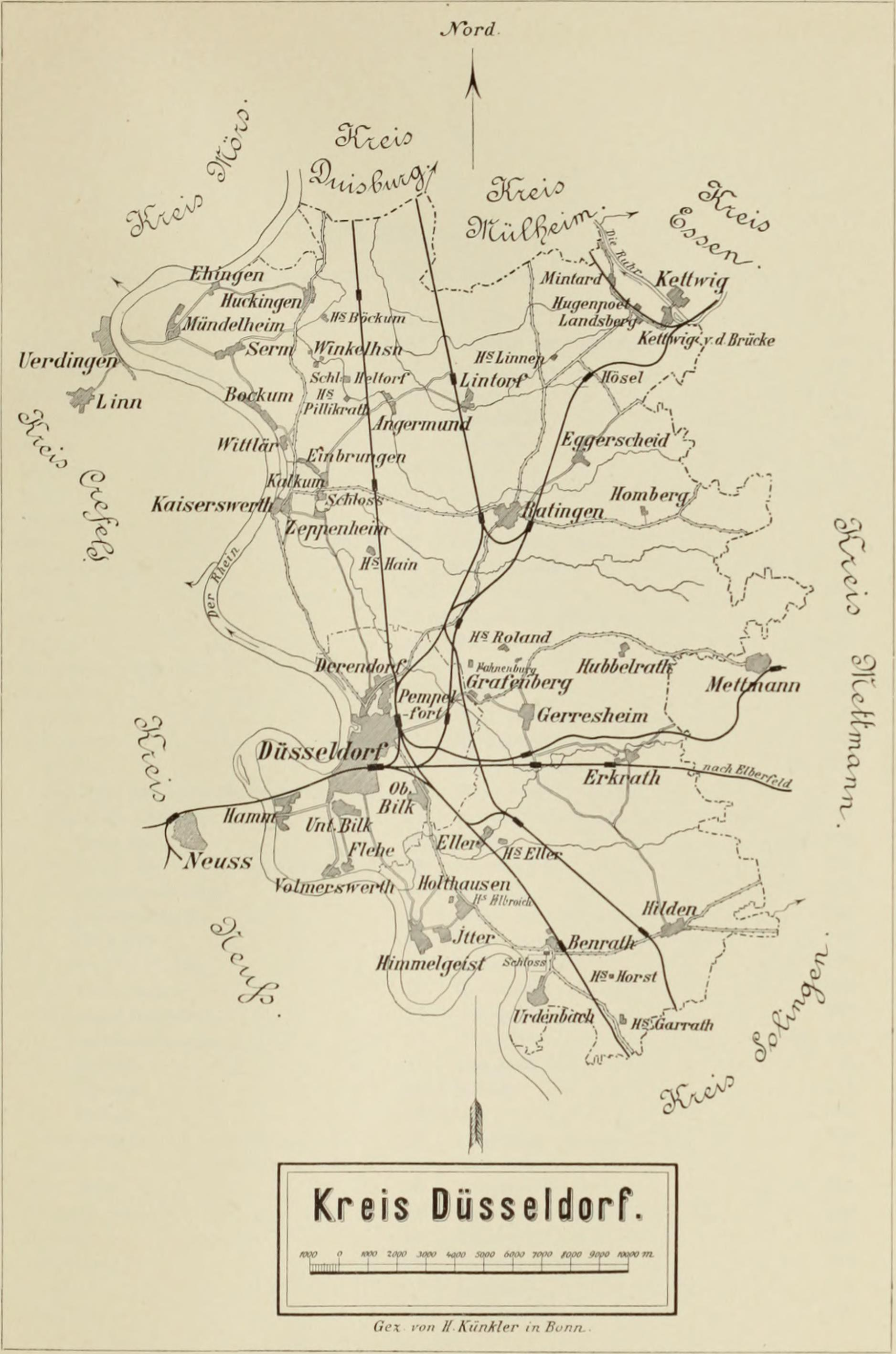
Landkreis Düsseldorf, 1896

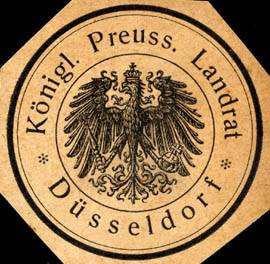
Siegelmarke „Königlich Preussischer Landrat – Düsseldorf“

Der Landkreis Düsseldorf (1820–1872 Kreis Düsseldorf genannt) war von 1816 bis 1929 ein Landkreis im Regierungsbezirk Düsseldorf in der preußischen Rheinprovinz. Sein Verwaltungssitz befand sich zuletzt in dem 1901–1903 errichteten Kreishaus Düsseldorf.

## Verwaltungsgeschichte
Das Herzogtum Berg wurde im Dezember 1805 vom Haus Wittelsbach an das Haus Bonaparte abgetreten. Napoleon Bonaparte bildete unter Vereinigung mit den rechtsrheinischen Teilen des Herzogtums Kleve daraus ein Großherzogtum Kleve und Berg mit seinem Schwager Joachim Murat als Großherzog, der es im März 1806 in Besitz nahm. Im Großherzogtum wurde nach französischem Muster eine Verwaltungsstruktur aus Départements, Arrondissements, Kantonen und Bürgermeistereien (Mairien) geschaffen.
Bald nach der Völkerschlacht bei Leipzig löste sich das Großherzogtum im November 1813 auf, als alle Gebiete bis zum Rhein befreit waren. Die meisten Landesteile fielen durch den Wiener Kongress Preußen zu. Es bildete mit den anderen Teilen der preußischen Besitzungen auf dem linken und rechten Rheinufer die Provinz Jülich-Kleve-Berg mit dem Verwaltungssitz Köln, die am 22. Juni 1822 mit der ebenfalls 1815 gebildeten Provinz Großherzogtum Niederrhein mit Verwaltungssitz in Koblenz zur Rheinprovinz vereinigt wurde.
1816 wurde der Regierungsbezirk Düsseldorf eingerichtet und in Kreise untergliedert. Der Landkreis Düsseldorf setzte sich anfänglich aus den neun in der Franzosenzeit gegründeten Bürgermeistereien Angermund, Benrath, Eckamp, Gerresheim, Hilden, Hubbelrath, Kaiserswerth, Mintard und Ratingen zusammen. Am 16. August 1820 wurde zusätzlich der Stadtkreis Düsseldorf als Oberbürgermeisterei Düsseldorf in den Landkreis eingegliedert. Die meisten Bürgermeistereien, die teilweise auch als Sammtgemeinde bezeichnet wurden, waren noch in sogenannte Spezialhaushaltsgemeinden, den Vorläufern der späteren Landgemeinden, untergliedert.
Durch die Gemeindeordnung für die Rheinprovinz erhielten 1845 alle Orte, die einen eigenen Haushalt führten, den Status einer Gemeinde. Danach war der Kreis Düsseldorf wie folgt gegliedert:
| Bürgermeisterei | Städte und Gemeinden                                                 |
| --------------- | -------------------------------------------------------------------- |
| Angermund       | Angermund (Titularstadt), Huckingen, Lintorf, Mündelheim             |
| Benrath         | Benrath, Garath, Himmelgeist-Wersten, Itter-Holthausen, Urdenbach    |
| Düsseldorf      | Düsseldorf (Stadt)                                                   |
| Eckamp          | Eckamp, Eggerscheidt, Homberg-Bracht-Bellscheidt, Hösel, Rath        |
| Gerresheim      | Gerresheim (Stadt), Erkrath, Ludenberg                               |
| Hilden          | Hilden, Eller                                                        |
| Hubbelrath      | Hasselbeck-Krumbach, Hubbelrath, Meiersberg, Metzkausen, Schwarzbach |
| Kaiserswerth    | Bockum, Kaiserswerth (Stadt), Kalkum, Lohausen, Wittlaer             |
| Mintard         | Breitscheid-Selbeck, Laupendahl, Mintard                             |
| Ratingen        | Ratingen (Stadt)                                                     |

In der Folgezeit fanden folgende Veränderungen der Verwaltungsstruktur statt:
- Zwischen 1856 und 1861 erhielten die Städte Düsseldorf, Gerresheim, Hilden, Kaiserswerth und Ratingen die Rheinische Städteordnung. In Gerresheim, Hilden und Kaiserswerth wurden die Bürgermeistereien in eine Stadtbürgermeisterei für die Stadt und eine Landbürgermeisterei für die übrigen Gemeinden aufgespalten.[4]
- Düsseldorf wurde 1872 wieder kreisfreie Stadt. Der Kreis hieß seitdem wieder Landkreis Düsseldorf.
- Aus der Landbürgermeisterei Hilden wurde 1895 die Bürgermeisterei Eller mit Sitz in Eller[5]
- Die Gemeinde Erkrath wurde 1898 zu einer eigenen Bürgermeisterei erhoben.
- Die Gemeinde Rath wurde 1899 zu einer eigenen Bürgermeisterei erhoben.[6]
- Aus der Landbürgermeisterei Gerresheim wurde ca. 1905 die Bürgermeisterei Ludenberg.[7]
- Itter-Holthausen und Urdenbach wurden 1908 nach Benrath eingemeindet.[8]
- Wersten wurde im gleichen Jahr aus der Gemeinde Himmelgeist-Wersten herausgelöst und in die Stadt Düsseldorf eingemeindet.[9]
- Eller, Gerresheim, Himmelgeist, Rath, Teile von Ludenberg und der Lohauser Ortsteil Stockum wurden am 1. April 1909 in die Stadt Düsseldorf eingemeindet.[10]
- Seit 1928 wurden die Bürgermeistereien wie im übrigen Preußen als Ämter bezeichnet.

Mit dem Gesetz über die kommunale Neugliederung des rheinisch-westfälischen Industriegebietes wurde der Landkreis zum 1. August 1929 aufgelöst:
- Benrath, Garath und Kaiserswerth sowie Teile von Eckamp, Erkrath, Kalkum, Lohausen und Wittlaer wurden der Stadt Düsseldorf zugeordnet.
- Huckingen und Mündelheim sowie Teile von Angermund (Großenbaum und Rahm) und Teile von Lintorf wurden der Stadt Duisburg zugeordnet.
- Teile von Breitscheid-Selbeck und Teile Mintards wurden der Stadt Mülheim an der Ruhr zugeordnet.
- Das restliche Kreisgebiet ging in dem neu gebildeten Kreis Düsseldorf-Mettmann auf.

## Einwohnerentwicklung
| Jahr   | Einwohner |
| ------ | --------- |
| 1816   | 28.536    |
| 1835 1 | 65.173    |
| 1871 1 | 118.981   |
| 1880   | 52.994    |
| 1890   | 65.950    |
| 1900   | 96.579    |
| 1910   | 90.915    |
| 1925   | 115.731   |

## Landräte
- 1816–1837: Friedrich Heinrich von Lasberg
- 1837–1838: Franz von Spee (auftragsweise)
- 1838:–9999 Anton von Lorch (vertretungsweise)
- 1839:–9999 Franz von Spee
- 1839–1863: Emmerich Raitz von Frentz
- 1863:–9999 Johann Heinrich Kauerz (auftragsweise)
- 1863–1864: August von Spee (auftragsweise)
- 1864–1873: Wilderich von Spee
- 1874:–9999 Emil Hagedorn (auftragsweise)
- 1874:–9999 Adolf von Nickisch-Rosenegk
- 1874–1880: Karl Küpper
- 1879–1880: Peter Klausener (Vertretung während der Erkrankung von Küpper)
- 1880:–9999 Victor von Fischer-Treuenfeld (Vertretung während der Erkrankung von Küpper)
- 1880–1881: Gisbert von Bonin (vertretungsweise)
- 1881–1904: Friedrich von Kühlwetter
- 1904–1905: Gustav Ebbinghaus
- 1905–1926: Gustav Adolf von Beckerath
- 1926–1929: Hans von Chamier Glisczinski